# Falling in Love (Is Hard on the Knees)
«Falling In Love (Is Hard On The Knees)», es una canción de la banda de hard rock, Aerosmith. La inspiración de la canción le vino a Steven Tyler al recordar una pegatina que vio en el parabrisas de un coche. La canción fue escrita por Steven Tyler y Joe Perry, fue grabada, producida y reescrita por Glen Ballard. Glen Ballard originalmente fue el productor y colaboraba en la escritura de las canciones en el álbum Nine Lives, pero fue reemplazado por Kevin Shirley, a mitad del proceso de grabación de dicho álbum.
Falling In Love fue el primer single del álbum Nine Lives de 1997. La canción fue un digno merecedor del número 1, aunque se utilizaban mucho overbubs, y otros instrumentos para mantener un sonido Rock.
La canción fue un éxito en todo el mundo, alcanzando el #35 en los EE.UU. en la lista de Billboard Hot 100, mientras que llegó al número #1 en la Mainstream Rock Tracks donde permaneció durante cinco semanas. También llegó al puesto #22 en las listas del Reino Unido, al #46 en Australia, y #2 en Letonia.
- Datos: Q664528